# Nagséné
Nagséné est une localité située dans le département de Yako de la province du Passoré dans la région Nord au Burkina Faso.

## Géographie
Nagséné se trouve à 9 km au sud-est du centre de Yako, le chef-lieu de la province, et à 3 km au nord-est de Pélegtenga et de la route nationale 2.

## Économie
Depuis 2010 et l'ouverture de la mine d'or de Pélegtenga, l'activité minière est devenue la principale ressource de Nagséné en raison des fillons se prolongeant sur son territoire et exploités par la société minière suisse Pinsapo Gold,.

## Santé et éducation
Le centre de soins le plus proche de Nagséné est le centre de santé et de promotion sociale (CSPS) de Pélegtenga tandis que le centre médical avec antenne chirurgicale (CMA) se trouve à Yako.